# 1992-es magyar atlétikai bajnokság
Az 1992-es magyar atlétikai bajnokságon, amely a 97. bajnokság volt, női és férfi félmaraton futással és a csapat félmaratonnal bővült a szabadtéri program.

## Helyszínek
- téli dobóbajnokság: február 11., Népstadion edzőoálya
- maraton: március 14., Szeged
- mezeifutó bajnokság: március 28., Dunakeszi
- 50 km gyaloglás:április 5., Békéscsaba
- félmaraton: április 25., Velence
- férfi 20 és női 10 km-es gyaloglás: május 10., Ózd
- 10 000 m: május 17., Budapest, BEAC-pálya
- váltóbajnokság: május 23–24., UTE atlétikai pálya, Szilágyi utca
- pályabajnokság: augusztus 14–15., UTE atlétikai pálya, Szilágyi utca
- Többpróba: augusztus 29–30., Bp. Honvéd atlétikai pálya, Tüzér utca
- Ügyességi csapatbajnokság: szeptember 26–27., UTE atlétikai pálya, Szilágyi utca

## Eredmények

### Férfiak
| Versenyszám            | Arany                                                                    | Arany     | Ezüst                                                                     | Ezüst     | Bronz                                                                      | Bronz     |
| ---------------------- | ------------------------------------------------------------------------ | --------- | ------------------------------------------------------------------------- | --------- | -------------------------------------------------------------------------- | --------- |
| 100 m                  | Kovács Attila Újpesti TE                                                 | 10,44     | Karaffa László Bp. Honvéd                                                 | 10,49     | Rezák Pál Újpesti TE                                                       | 10,66,    |
| 200 m                  | Karaffa László Bp. Honvéd                                                | 20,89     | Kiss László DIAC                                                          | 20,98     | Menczer Gusztáv Újpesti TE                                                 | 21,15     |
| 400 m                  | Molnár Tamás Nyíregyházi VSC                                             | 47,03     | Árpási Miklós Testvériség                                                 | 47,47     | Hasszán Ferenc Testvériség                                                 | 47,52     |
| 800 m                  | Banai Róbert Újpesti TE                                                  | 1:52,09   | Martina Tibor Pécsi AC                                                    | 1:52,57   | Árpási Miklós Testvériség                                                  | 1:52,69   |
| 1500 m                 | Banai Róbert Újpesti TE                                                  | 3:52,53   | Kazsimér Attila Micro SC                                                  | 3:52,89   | Kollár Csaba Testvériség                                                   | 3:53,07   |
| 5000 m                 | Káldy Zoltán Újpesti TE                                                  | 13:51,54  | Holba Zoltán Újpesti TE                                                   | 14:00,84  | Berkovics Imre VEDAC                                                       | 14:06,34  |
| 10 000 m               | Káldy Zoltán Újpesti TE                                                  | 28:25,89  | Ivan Konovalov Micro SC                                                   | 28:39,06  | Kadlót Zoltán Salgótarjáni Kohász                                          | 29:01,31  |
| 4 × 100 m              | Dobos György Menczer Gusztáv Rezák Pál Kovács Attila Újpesti TE          | 40,26     | Bp. Honvéd                                                                | 40,43     | Szeged                                                                     | 41,95     |
| 4 × 200 m              | Lisztóczki János Vida János Marik Balázs Alexa Szabolcs Szegedi SC       | 1:28,46   | Testvériség                                                               | 1:29,37   | Bp. Honvéd                                                                 | 1:30,00   |
| 4 × 400 m              | Hasszán Ferenc Török Zsombor Árpási Miklós Borsos Károly Testvériség     | 3:11,12   | Újpesti TE                                                                | 3:11,34   | Nyíregyházi VSC                                                            | 3:17,22   |
| 4 × 800 m              | Pócsai Zoltán Czakó Péter Benedek Zsolt Reichnach Ferenc BVSC            | 7:41,28   | BEAC-MAFC                                                                 | 7:46,60   | Bp. Honvéd                                                                 | 7:46,83   |
| 4 × 1500 m             | Holba Zoltán Káldy Zoltán Kliszek Tamás Banai Róbert Újpesti TE          | 15:47,22  | VEDAC                                                                     | 16:03,20  | Benkő Zsolt Csala Attila Fejérvári Géza Kadlót Zoltán Salgótarjáni Kohász  | 16:05,73  |
| 110 m gát              | Sárközi Lajos Szolnoki MÁV MTE                                           | 14,43     | Bédi Tibor Csepel                                                         | 14,52     | Csillag Levente Újpesti TE                                                 | 14,68     |
| 400 m gát              | Kovács Dusán Balassagyarmat                                              | 51,04     | Bágyi Róbert Újpesti TE                                                   | 51,52     | Borsos Károly Testvériség                                                  | 51,62     |
| 3000 m akadály         | Vágó Béla MTK-VM                                                         | 8:40,17   | Markó Gábor Micro SC                                                      | 8:46,15   | Ivan Konovalov Micro SC                                                    | 8:46,83   |
| 20 km gyaloglás        | Urbanik Sándor Tatabányai Bányász                                        | 1:20:55   | Dudás Gyula Szegedi VSE                                                   | 1:21:51   | Faragó Károly Testvériség                                                  | 1:26:27   |
| 50 km gyaloglás        | Kirszt Károly Komlói Bányász                                             | 3:58:01   | Czukor Zoltán PAC                                                         | 4:00:00   | Sátor László Bp. Honvéd                                                    | 4:06:45   |
| magasugrás             | Deutsch Péter Bp. Honvéd                                                 | 214 cm    | Bakler Zoltán Bp. Honvéd                                                  | 214 cm    | Bese Benő Csepel                                                           | 210 cm    |
| rúdugrás               | Szabó Dezső Újpesti TE                                                   | 520 cm    | Kovács Ákos BEAC-MAFCBujtor Zoltán Újpesti TE                             | 500 cm    |                                                                            |           |
| távolugrás             | Almási Csaba Újpesti TE                                                  | 780 cm    | Makó György DMTE                                                          | 774 cm    | Szalma László Vasas                                                        | 759 cm    |
| hármasugrás            | Czingler Zsolt Újpesti TE                                                | 16,49 m   | Ordina Tibor Újpesti TE                                                   | 16,40 m   | Földessy Csaba Ferencvárosi TC                                             | 16,18 m   |
| súlylökés              | Kóczián Jenő Újpesti TE                                                  | 19,16 m   | Horváth Attila Haladás VSE                                                | 17,55 m   | Kónyi Árpád Gödöllői EAC                                                   | 16,73     |
| diszkoszvetés          | Horváth Attila Haladás VSE                                               | 63,58 m   | Ficsor József Nyíregyházi VSC                                             | 60,16 m   | Kerekes László Nyíregyházi VSC                                             | 53,86 m   |
| kalapácsvetés          | Gécsek Tibor Haladás VSE                                                 | 78,30 m   | Szitás Imre Haladás VSE                                                   | 73,50 m   | Vida József Haladás VSE                                                    | 73,28 m   |
| gerelyhajítás          | Varga Lajos Szeged                                                       | 68,78 m   | Belák József Újpesti TE                                                   | 68,14 m   | Gonda András Debreceni MTE                                                 | 68,04 m   |
| tízpróba               | Munkácsi Sándor Újpesti TE                                               | 7763      | Kürtösi Zsolt TFSE                                                        | 6928      | Sárközi Lajos Szolnoki MÁV-MTE                                             | 6748      |
| félmaraton             | Szemán János VEDAC                                                       | 1:04:51   | Nemes-Nagy Tibor Szegedi VSE                                              | 1:05:07   | Lisztóczki Attila Miskolci VSC                                             | 1:06:01,4 |
| maraton                | Holba Zoltán Újpesti TE                                                  | 2:17:09   | Farkas Géza Micro SC                                                      | 2:20:21   | Váncsa Dénes SporTolna TFC Szekszárd                                       | 2:21:28   |
| kis mezei futás 6 km   | Ivan Konovalov Micro SC                                                  | 17:51     | Kazsimér Attila Micro SC                                                  | 17:56     | Sági Ferenc BVSC                                                           | 17:59     |
| mezei futás            | Berkovics Imre VEDAC                                                     | 37:29     | Káldy Zoltán Újpesti TE                                                   | 37:32     | Holba Zoltán Újpesti TE                                                    | 37:57     |
| csapat 20 km gyaloglás | Dudás Gyula Kovalcsik László Csobán László Szegedi VSE                   | 4:23:32   | Urbanik Sándor Szilágyi Zsolt Tóth István Tatabányai Bányász              | 4:28:22   | Vozár Attila Leczki Ervin Kovács Károly Békéscsabai Előre                  | 4:43:05   |
| csapat 50 km gyaloglás | Dudás Gyula Kovalcsik László Csobán László Szegedi VSE                   | 13:05:23  | Sátor László Kovács László Csaba István Bp. Honvéd                        | 13:46:25  | Faragó Károly Annus Gábor Márton Attila Testvériség                        | 14:28:09  |
| csapat félmaraton      | Lajtos Márton Molnár József Hoffer István Szolnoki MÁV MTE               | 3:26:43   | Szakács Tibor Szűcs Antal Kikilai Zoltán Szupermaratoni FC                | 3:28:43   | Lisztóczki Attila Jordán Péter Palásthy Miskolci VSC                       | 3:30:00   |
| csapat maraton         | Szűcs Antal Kikillai Zoltán Szakács Tibor Szupermaratoni FC              | 7:24:28   | Lezsák Csaba Lisztóczki Attila Jordán Péter Miskolci VSC                  | 7:27:47   | Nyikos Attila Talabér Attila Szatzker Csaba BVSC                           | 7:28:09   |
| csapat kis mezei futás | Ivan Konovalov Kazsimir Attila Markó Gábor Micro SC                      | 8         | Kliszek Tamás Vörös Banai Róbert Újpesti TE                               | 23        | Balogh Gyula Csala Attila Fehérvári Géza Salgótarjáni Kohász               | 55        |
| csapat mezei futás     | Káldy Zoltán Holba Zoltán Pintér István Újpesti TE                       | 11        | Berkovics Imre Szemán János Kárpáti Zsolt VEDAC                           | 19        | Lisztóczki Attila Jordán Péter Drotár Ottó Miskolci VSC                    | 31        |
| csapat magasugrás      | Bese Benő Szórád Rajmund Tresch András Hossala Tamás Csepel SC           | 203,00 cm | Kovács István Rajter Edward Frikker Márton Sárközi Lajos Szolnoki MÁV MTE | 202,00 cm | Bakler Zoltán Deutsch Péter Somogyvári Tamás Milassin Ákos Bp. Honvéd      | 201,75 cm |
| csapat rúdugrás        | Glódi Csaba Tóth Ferenc Jobbágy András Kálmán Zsolt Újpesti TE C         | 465 cm    | Szabó Dezső Munkácsi Sándor Maróti Gábor Schlaffer László Újpesti TE A    | 450 cm    | Balogh László Bujtor Zoltán Domokos László Putsay Zoltán Újpesti TE B      | 447,5 cm  |
| csapat távolugrás      | Ordina Tibor Almási Csaba Uzsoki János Czingler Zsolt Újpesti TE         | 706,25 cm | Makk Béres Sándor Szabó András Geist József TFSE                          | 673,75 cm | Szeredás Bence Bakler Zoltán Milassin Ákos Farkas Bp. Honvéd               | 661,50 cm |
| csapat hármasugrás     | Ordina Tibor Czingler Zsolt Boros Csaba Uzsoki János Újpesti TE          | 15,2975 m | Makk Hegedűs Zoltán Béres Gy Békési Mihály TFSE                           | 14,2450 m | Janovszki Zoltán Kurdi Péter Mészáros György Némethy Gergely Dunakeszi VSE | 14,0875 m |
| csapat súlylökés       | Horváth Attila Németh Zsolt Vida József Annus Adrián Haladás VSE         | 15,8425 m | Mig György Rajniczer Lajos Bácsalmási Antal Lendvai Pál Kiskunhalasi ATE  | 15,25 m   | Bogáthy Tamás Verebes János Pernecker József Fehér Lajos Pécsi AC          | 14,22 m   |
| csapat diszkoszvetés   | Horváth Attila Németh Zsolt Benczenleitner Ottó Annus Adrián Haladás VSE | 51,100 m  | Ficsor József Kerekes László Bacskó Sándor Répási Zoltán Nyíregyházi VSC  | 46,625    | Kóczián Jenő Csíky Gábor Tégla Ferenc Munkácsi Sándor Újpesti TE           | 44,830 m  |
| csapat kalapácsvetés   | Vida József Annus Adrián Horváth Attila Zrínyi Árpád Haladás VSE A       | 61,230 m  | Németh Zsolt Fábián Zoltán Sárkány Gyula Nagy Attila Haladás VSE C        | 59,425 m  | Szitás Imre Rédei László Fazekas Róbert Németh László Haladás VSE B        | 57,620 m  |
| csapat gerelyhajítás   | Belák József Beör József Knipfer Zoltán Szabópál Péter Újpesti TE        | 63,865 m  | Varga Lajos Bak István Herédi István Dénes Szeged SC                      | 60,285 m  | Őz Tamás Fejér Zoltán Erdélyi György Horváth BEAC-MAFC                     | 59,775 m  |

### Nők
| Versenyszám            | Arany                                                                                 | Arany     | Ezüst                                                               | Ezüst                            | Bronz                                                                     | Bronz                            |
| ---------------------- | ------------------------------------------------------------------------------------- | --------- | ------------------------------------------------------------------- | -------------------------------- | ------------------------------------------------------------------------- | -------------------------------- |
| 100 m                  | Molnár Edit Újpesti TE                                                                | 12,04     | Barati Éva Bp. Honvéd                                               | 12,05                            | Kozáry Ágnes Zalaegerszegi AC                                             | 12,27                            |
| 200 m                  | Barati Éva Bp. Honvéd                                                                 | 23,99     | Kozáry Ágnes Zalaegerszegi AC                                       | 24,15                            | Molnár Edit Újpesti TE                                                    | 24,20                            |
| 400 m                  | Forgács Judit Tatabányai Bányász                                                      | 53,99     | Barati Éva Bp. Honvéd                                               | 54,48                            | Bátori Noémi MTK                                                          | 55,02,                           |
| 800 m                  | Barta Viktória Diósgyőri AC                                                           | 2:07,62   | Todorán Erzsébet Nyíregyházi VSC                                    | 2:08,21                          | Csoszánszky Szilvia Csepel                                                | 2:08,51                          |
| 1500 m                 | Dóczi Éva VEDAC                                                                       | 4:22,96   | Rácz Katalin Újpesti TE                                             | 4:24,12                          | Véninger Katalin Videoton                                                 | 4:24,38                          |
| 3000 m                 | Dóczi Éva VEDAC                                                                       | 9:15,35   | Javos Anikó Videoton                                                | 9:17,42                          | Barócsi Heléna Szolnoki MÁV MTE                                           | 9:23,42                          |
| 10 000 m               | Visnyei Márta BVSC                                                                    | 33:18,49  | Dóczi Éva VEDAC                                                     | 34:15,38                         | Földingné Nagy Judit Győri Dózsa                                          | 34:17,84                         |
| 4 × 100 m              | Gáspár Katalin Ács Judit Kozáry Ágnes Mádai Mónika Zalaegerszegi AC                   | 46,06     | Szolnoki MÁV MTE                                                    | 47,26                            | MTK                                                                       | 47,41                            |
| 4 × 200 m              | Ináncsi Rita Molnár Emese Eisenhoffer Ágnes Barati Éva Bp. Honvéd                     | 1:38,67   | Szeged SC                                                           | 1:44,67                          | Szolnoki MÁV MTE                                                          | 1:47,00                          |
| 4 × 400 m              | Csete Gyöngyvér Bátori Noémi Drommer Helga Jassó Anita MTK-VM                         | 3:44,83   | Zalaegerszegi AC                                                    | 3:49,63                          | Szeged                                                                    | 3:53,43                          |
| 4 × 800 m              | Farkas Diána Ekler Mónika Jakabos Zsófia Perlaki Mónika Pécsi AC                      | 9:12,52   | VEDAC                                                               | 9:18,76                          | Balázs Ágnes Galbáts Angelika Forgách Ágnes Czégé Éva Gyulai SE           | 9:20,84                          |
| 100 m gát              | Drommer Helga MTK                                                                     | 13,96     | Palombi Margit TSC                                                  | 14,27                            | Ináncsi Rita Bp. Honvéd                                                   | 14,28                            |
| 400 m gát              | Csete Gyöngyvér MTK-VM                                                                | 59,35     | Ray Szilvia TFSE                                                    | 60,20 m                          | Kovács Zsuzsa Diósgyőri AC                                                | 62,47                            |
| 10 km gyaloglás        | Alföldi Andrea Komlói Bányász                                                         | 44:52     | Ilyés Ildikó Békéscsaba                                             | 45:52                            | Szászi Beáta Szegedi VSE                                                  | 47:54                            |
| magasugrás             | Kovács Judit Debreceni MTE                                                            | 194 cm    | Fazekas Erzsébet Bp. Honvéd                                         | 188 cm                           | Solti Krisztina Bp. Honvéd                                                | 184 cm                           |
| távolugrás             | Vanyek Zsuzsa Bp. Építők                                                              | 641 cm    | Fekete Ildikó Debreceni MTE                                         | 627 cm                           | Ináncsi Rita Bp. Honvéd                                                   | 622 cm                           |
| hármasugrás            | Fekete Ildikó Debreceni MTE                                                           | 13,60 m   | Vanyek Zsuzsa Újpesti TE                                            | 12,85 m                          | Medovarszki Éva Kecskeméti SC                                             | 12,70 m                          |
| súlylökés              | Stefanovics Mónika Haladás                                                            | 15,82 m   | Horváth Viktória BEAC-MAFC                                          | 14,78 m                          | Divós Katalin Haladás VSE                                                 | 14,26 m                          |
| diszkoszvetés          | Csőke Katalin Testvériség                                                             | 54,42 m   | Pallay Sándorné DAC                                                 | 52,04 m                          | Kertész Tekla Szegedi VSE                                                 | 51,06 m                          |
| gerelyhajítás          | Zsigmond Kinga Ferencvárosi TC                                                        | 57,16 m   | Preisinger Ágnes Ferencvárosi TC                                    | 50,98 m                          | Ladányi Zsigmondné BEAC-MAFC                                              | 50,60 m                          |
| hétpróba               | Ináncsi Rita Bp. Honvéd                                                               | 5806      | Ináncsi Vera Bp. Honvéd                                             | 5073                             | Körmendy Katalin Gödöllői EAC                                             | 4773                             |
| félmaraton             | Visnyei Márta BVSC                                                                    | 1:13:05   | Farkas Ágota Székesfehérvári Hunyadi                                | 1:18:00                          | Merényi Tímea Bp. Honvéd                                                  | 1:18:30                          |
| maratoni futás         | Földingné Nagy Judit Győri Dózsa                                                      | 2:40:29   | Farkas Ágota Székesfehérvári Hunyadi                                | 2:46:14                          | Fried Éva Szupermaratoni FC                                               | 2:55:31                          |
| mezei futás 6 km       | Javos Anikó Videoton                                                                  | 20:56     | Petrik Éva BVSC                                                     | 20:57                            | Brutóczky Judit BVSC                                                      | 21:04                            |
| csapat félmaraton      | Farkas Ágota Sipka Ágnes Korán Éva Székesfehérvári Hunyadi                            | 4:09:11   | Több értékelhető csapat nem volt                                    | Több értékelhető csapat nem volt | Több értékelhető csapat nem volt                                          | Több értékelhető csapat nem volt |
| csapat maratoni futás  | Farkas Ágota Sipka Ágnes Kozári Erzsébet Székesfehérvári Hunyadi A                    | 8:46:21   | Fried Éva Gombos Márta Bozán Ágnes Szupermaratoni FC                | 9:01:58                          | Kovács Éva Arany Tünde Székesfehérvári Hunyadi                            | 10:10:05                         |
| csapat 10 km gyaloglás | Ilyés Ildikó Szabó Aranka Krajcsó Mónika Békéscsabai Előre                            | 2:29:49   | Szászi Beáta Pesti Mónika Kózsó Szilvia Szegedi VSE                 | 2:33:51                          | Zsuffay Klára Lukoviczki Katalin Nagy Patricia BEAC-MAFC                  | 2:34:54                          |
| csapat mezei futás     | Petrik Éva Brutóczky Judit Molnár Gizella BVSC                                        | 11        | Ágoston Zita Merényi Tímea Hédai Gizella Bp. Honvéd                 | 21                               | Farkas Ágota Korán Éva Sipka Ágnes Székesfehérvári Hunyadi                | 55                               |
| csapat magasugrás      | Solti Krisztina Fazekas Erzsébet Csapó Mónika Ináncsi Vera Bp. Honvéd                 | 177,00 cm | Juha Olga Szalai Alíz Hajdú Barbara Ináncsi Rita Bp. Honvéd B       | 168,00 cm                        | Vanyek Zsuzsa Ötvös Csilla Szegvári Katalin Oroszi Tünde Újpesti TE       | 162,25 cm                        |
| csapat távolugrás      | Ináncsi Rita Ináncsi Vera Molnár Erzsébet Fazekas Erzsébet Bp. Honvéd                 | 564,00 cm | Vanyek Zsuzsa Vaszi Tünde Szirbucz Andrea Ötvös Csilla Újpesti TE   | 547,50 cm                        | Szabó Endes Györgyi Hódosi Pétercsák Debreceni EAC                        | 505,50 cm                        |
| csapat hármasugrás     | Vanyek Zsuzsa Vaszi Tünde Szirbucz Andrea Ötvös Csilla Újpesti TE                     | 12,2725 m | Ináncsi Rita Fazekas Erzsébet Ináncsi Vera Csapó Mónika Bp. Honvéd  | 11,9900 m                        | Medovarszki Éva Szilágyi Andrea Szabó Katalin Farkas Ildikó Kecskeméti SC | 10,8475 m                        |
| csapat súlylökés       | Stefanovics Mónika Dívós Katalin Lakatos Judit Rédei Melinda Szombathelyi Haladás VSE | 12,4950 m | Horák Mária Kovács Krisztina Schinogl Katalin Szöllősi Soroksári TE | 11,0975 m                        | Ináncsi Rita Ináncsi Vera Herneczki Szilvia Fazekas Bp. Honvéd            | 10,9725 m                        |
| csapat diszkoszvetés   | Dívós Katalin Stefanovics Mónika Lakatos Judit Rédei Melinda Szombathelyi Haladás VSE | 41,6600 m | Herczegh Ágnes Kindl Mariann Lovas Nagy Vasas                       | 36,1250 m                        | Csőke Katalin Szokolai Zsuzsa Kerekesi Éva Patinszky Testvériség          | 35,8900 m                        |
| csapat gerelyhajítás   | Zsigmond Kinga Preisinger Ágnes Antal Katalin Guti Réka Ferencvárosi TC               | 45,55 m   | Füredi Zsuzsa Koczka Anikó Bereczki Beáta Társ Brigitta BEAC-MAFC   | 44,64 m                          | Ináncsi Vera Varga Magdolna Ináncsi Rita Herneczki Szilvia Bp. Honvéd     | 40,54 m                          |

## Téli dobóbajnokság
Férfiak
| Versenyszám   | Arany                      | Arany   | Ezüst                      | Ezüst   | Bronz                    | Bronz   |
| ------------- | -------------------------- | ------- | -------------------------- | ------- | ------------------------ | ------- |
| diszkoszvetés | Horváth Attila Haladás VSE | 61,02 m | Nagy Ákos TFSE             | 52,54 m | Pénzes Tamás Testvériség | 51,00 m |
| kalapácsvetés | Gécsek Tibor Haladás VSE   | 74,28 m | Vida József Haladás VSE    | 67,64 m | Németh Zsolt Haladás VSE | 67,46 m |
| gerelyhajítás | Belák József Újpesti TE    | 71,18 m | Szedlák Róbert Testvériség | 62,50 m | Fejér Zoltán BEAC-MAFC   | 58,74 m |

Nők
| Versenyszám   | Arany                     | Arany   | Ezüst                         | Ezüst   | Bronz                          | Bronz   |
| ------------- | ------------------------- | ------- | ----------------------------- | ------- | ------------------------------ | ------- |
| diszkoszvetés | Csőke Katalin Testvériség | 50,80 m | Pallay Sándorné Diósgyőri VTK | 50,18 m | Stefanovits Mónika Haladás VSE | 48,74 m |
| gerelyhajítás | Ladányi Zsigmondné TFSE   | 52,50 m | Vetési Edit Szolnoki MÁV MTE  | 49,52 m | Bereczky Beáta BEAC-MAFC       | 48,28 m |

## Magyar atlétikai csúcsok
- 300 m 32.46 ocs. Molnár Tamás NYVSC Nyíregyháza 7. 26.
- 25 000 m 1:16:09.0 ocs. Borka Gyula BVSC La Fleche 6. 13.
- fp. rúdugrás 5.82 m Bagyula István Csepel New York 2. 7.